# Aphroteniella tenuicornis
Aphroteniella tenuicornis är en tvåvingeart som beskrevs av Lars Zakarias Brundin 1966. Aphroteniella tenuicornis ingår i släktet Aphroteniella och familjen fjädermyggor. Inga underarter finns listade i Catalogue of Life.